# Liu Shifu

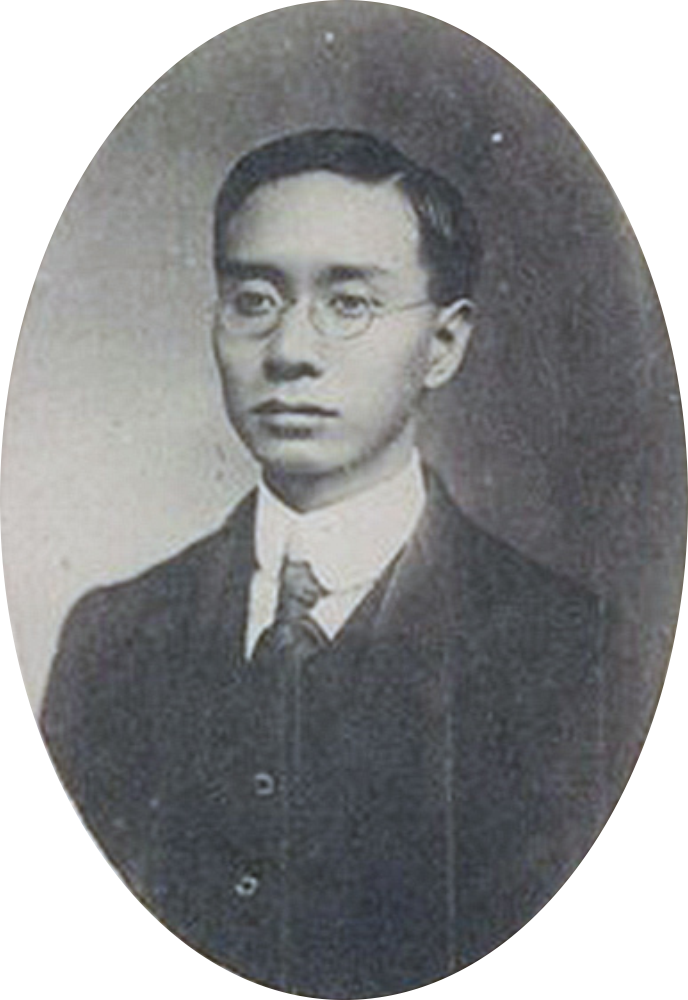
Liu Shifu vor 1915

Liu Shifu (chinesisch 劉師復 / 刘师复, Pinyin Liú Shīfù, W.-G. Liu Shih-fu; eigtl. Liu Shaobin 劉兆彬 / 刘兆彬,  Liú Zhàobīn,  Liu Chao-pin; * 1884 in Kanton; † 27. März 1915 in Shanghai) war ein chinesischer Revolutionär und Mitbegründer der anarchistischen Bewegung in China.

## Leben

### Jugend
Liu Shifu entstammte einer relativ wohlhabenden Gelehrtenfamilie. Sein Vater galt als progressiv und führte seine Familie in einer verhältnismäßig liberalen Weise. Liu Shifu ging zunächst den traditionellen Prüfungsweg, wandte sich aber davon ab und versuchte sich in verschiedenen Reformaktivitäten, unter anderem einer Mädchenschule. In der Folge kam er vermehrt in Kontakt mit revolutionären Kreisen und schloss sich der Tongmenghui an. Liu sah seinen Beitrag zur Revolution in der Ausführung von Attentaten und ging 1905 nach Japan, wo er die Herstellung von Bomben erlernte. Nach seiner Rückkehr nach China im Jahr darauf engagierte er sich als Lehrer und Herausgeber von revolutionären Zeitschriften. In seinen Schriften vertrat Liu kulturell konservative, nationalistische und anti-Mandschu Standpunkte, die er mit Elementen der buddhistischen Philosophie verband.

### Attentate und Kampf für die Republik
1907 unternahm Liu sein erstes Attentat auf den Marinekommandeur in Kanton Li Zhun. Er verfehlte sein Ziel und wurde selbst schwer verletzt, da seine Bombe frühzeitig explodierte. Lius linker Unterarm musste amputiert werden und er landete im Gefängnis. Für über zwei Jahre blieb er eingesperrt, doch da Beweise fehlten, konnte er nie rechtskräftig verurteilt werden. Nachdem Liu Shifu an die Freiheit gelangt war, gründete er, wie andere Mitglieder der Tongmenghui, sein eigenes Attentatskorps. Die Gruppe verübte 1911 ein erfolgreiches Attentat auf den Oberkommandierenden der Truppen in Guangdong und die Attentäter entkamen allesamt. Da inzwischen die Wuchang-Revolte ausgebrochen war, schlossen sich die Korps den Aufständischen an. Liu Shifu nahm ebenfalls an der militärischen Aktion für die Errichtung der Republik teil. Mit der Etablierung der Republik war der Zweck des Attentatskorps, die Mandschus zu beseitigen, erfüllt und es löste sich auf.

### Zuwendung zum Anarchismus
Liu Shifu war von den Resultaten der republikanischen Revolution enttäuscht. Bei Reisen durch das Land wurde er Zeuge von Rivalitäten zwischen den neuen republikanischen Machthabern und erlebte die Machenschaften in Kanton, die auch seine eigene Familie berührten. Liu wandte sich nun ganz dem Anarchismus zu, den er schon während seines Gefängnisaufenthalts kennengelernt hatte. Er las dort die von chinesischen Studenten in Paris herausgegebene anarchistische Zeitung Xin shiji, die ihm von Freunden ins Gefängnis geschmuggelt wurde und war stark beeinflusst von Michail Bakunin und Pjotr Kropotkin. Um sich Klarheit über die neuen Ziele zu verschaffen, zog sich Liu Shifu mit Freunden in ein Kloster am Westsee zurück. Das Resultat war die Bildung der Herzgesellschaft (Xinshe, 心社).

### Die Herzgesellschaft
Liu Shifu definierte die revolutionäre Moral als die Absage an jede Form von Autorität und die Bekämpfung des bestehenden Wirtschaftssystems durch eine moralisch disziplinierte Persönlichkeit mit asketischer Lebenshaltung und machte dies zum Fundament der neuen Organisation. Die Gruppe stellte 12 Verpflichtungen auf, die freiwillig befolgt werden sollten:
1. Kein Fleisch essen
2. Keinen Alkohol trinken
3. Nicht rauchen
4. Keine Dienstboten beschäftigen
5. Keine Rikschas benutzen
6. Nicht heiraten
7. Keinen Familiennamen benutzen
8. Nicht als Beamter dienen
9. Nicht Abgeordneter werden
10. Keiner politischen Partei beitreten
11. Nicht in Heer oder Marine dienen
12. Keiner Religion anhängen.[1]

Die ersten drei Regeln durften bei Krankheit gebrochen werden und Liu selber war Veganer. Wegen der Verpflichtung keine Familiennamen zu benutzen, legten die Gruppenmitglieder ihre Familiennamen ab und behielten ihren Vornamen oder legten sich Pseudonyme an. Liu änderte sein altes Pseudonym Sifu in Shifu, das eine übliche Respektbezeichnung für buddhistische Mönche war. Die Gesellschaft hatte keine Funktionsträger, Statuten oder Strafen bei Nichtbefolgung und die Mitgliedschaft war offen für jeden, egal welcher Nationalität oder welchen Geschlechtes. Shifu und seine Freunde propagierten nach der Rückkehr in Kanton im Sommer 1912 die Herzgesellschaft und fanden großes Echo. Die Maximen der Gesellschaft erschienen in mehreren Zeitschriften und Zeitungen, und eine Lokalzeitung richtete eine Extrakolumne ein, in der Shifu zu Fragen Stellung nahm. Teile der Regeln wurden später auch von der neugegründeten Sozialistischen Partei Chinas übernommen.

### Das Hahnenschrei-Studienzentrum und Minsheng
Neben der Herzgesellschaft gründete Shifu mit Freunden und Geschwistern das Hahnenschrei-Studienzentrum (Huiming xueshe, 晦鳴學舍) in Kanton, das schließlich auch die einflussreiche anarchistische Zeitschrift Minsheng (Stimme des Volkes, 民聲; Esperanto-Untertitel: La Voĉo de la Popolo) herausgeben sollte. Die Zeitschrift publizierte viele chinesische Übersetzungen westlicher anarchistischer Schriften und thematisierte die Kommune-Projekte im französischen Aiglemont und in Paris. Die Gruppe plante ein eigenes Kommune-Projekt, dies sollte jedoch durch die politische Atmosphäre unter Yuan Shikai unmöglich gemacht werden. Shifu wandte sich im Folgenden vermehrt Arbeiterfragen und dem Syndikalismus zu. Er propagierte in der Minsheng an Kropotkin angelehnte anarchokommunistische Standpunkte und legte einen besonderen Fokus auf das Konzept der gegenseitigen Hilfe. Eine weitere Unternehmung der Gruppe um Shifu war das Engagement für das Esperanto, welches sie als kommende Weltsprache sahen und den Frieden fördern sollte. Die Gruppe lernte es zunächst selbst in einem Sommerkurs in Kanton 1912. Später wurden eigene Kurse organisiert und es wurde eine eigene Esperanto-Gesellschaft in Kanton gegründet, die sich dem Esperanto-Weltverband assoziierte.

### Flucht nach Shanghai
Minsheng wurde im Zuge der Niederschlagung der zweiten Revolution von Yuan Shikai verboten und Shifu flüchtete mit seiner Gruppe nach Macau, wo die Zeitschrift weiter herausgegeben wurde. Die Zeitschrift präsentierte sich zunehmend internationaler und es wurde über die anarchistische Bewegung in anderen Ländern berichtet, dazu auch internationale Korrespondenz unter anderem mit Emma Goldman, Peter Kropotkin und Ōsugi Sakae abgedruckt. Da Yuan Shikais Druck auch nach Macao reichte, musste sich die Gruppe nach einem neuen Ort umsehen und entschied sich für Shanghai. Zusätzlich zur Gruppe stieß nun auch der japanische Anarchist und Esperantist Yamaga Taiji, der ein Vertrauter Ōsugi Sakaes war. Am geplanten Anarchistenkongress in London 1914 konnte kein chinesischer Anarchist teilnehmen und Shifu verfasste im Namen der chinesischen Anarchisten einen Brief, in dem er den Anarchismus in China vorstellte und eigene Diskussionspunkte vorschlug. Der Kongress kam jedoch wegen des Ausbruchs des Ersten Weltkrieges nicht zustande. Von der Parteinahme Kropotkins für die Alliierten war Shifu enttäuscht und druckte die Kritiken von Errico Malatesta und Ferdinand Domela Nieuwenhuis an Kropotkins Verhalten in der Minsheng.

### Tod
Shifus Gesundheitszustand verschlechterte sich rapide, zum einen durch seine rastlose Propagandatätigkeit, zum anderen durch die ärmliche Kost, da die Gruppe in finanziellen Schwierigkeiten steckte. Eine Behandlung war teuer, und Shifu lehnte es ab, seinetwegen die Druckpresse zu veräußern. Auch den ärztlichen Rat, wenigstens jetzt Fleisch zur Stärkung zu sich zu nehmen, schlug er aus Prinzipientreue aus. Nach Shifus Tod im März 1915 wurde er zu einer Kultfigur. Viele der später bekannten Anarchisten hatten ursprünglich mit Shifu Kontakt gehabt und er hatte damit den entscheidenden Anstoß zu einer anarchistischen Bewegung in China gegeben.